# Film in 1951
Dit artikel gaat over de film in het jaar 1951.

## Lijst van films
- Ace in the Hole
- Achtung banditi
- The African Queen
- Alice in Wonderland
- L'amant de paille
- An American in Paris
- Un amour de parapluie
- Anne of the Indies
- Atoll K (ook bekend als Robinson Crusoeland en Utopia)
- Awaara
- Bezoek aan Picasso
- Bibi Fricotin
- Bird of Paradise
- Boîte à vendre
- Boniface somnambule
- Bright Victory
- Bullfighter and the Lady
- Champions Juniors
- David and Bathsheba
- Day of the Fight
- The Day the Earth Stood Still
- Decision Before Dawn
- Detective Story
- Le dindon
- Distant Drums
- È più facile che un cammello...
- L'Étrange Madame X
- Father's Little Dividend
- Folie douce
- Fourteen Hours
- The Franchise Affair
- The Frogmen
- Gerald McBoing-Boing
- Golden Girl
- Goodbye, My Fancy
- Here Comes the Groom
- The Hoodlum
- The House on Telegraph Hill
- I Want You
- Les joueurs
- Journal d'un curé de campagne
- Kind Lady
- The Late Edwina Black
- The Lavender Hill Mob
- The Law and the Lady
- Let's Make It Legal
- Lost Continent
- Love Nest
- Ma femme est formidable
- The Model and the Marriage Broker
- Mr. Imperium
- Mysterious Island
- No Highway (ook bekend als No Highway in the Sky)
- On the Riviera
- The Painted Hills
- Pandora and the Flying Dutchman
- Pas de vacances pour Monsieur le Maire
- People Will Talk
- A Place in the Sun
- La poison
- Quo Vadis
- Racket Girls
- The Red Badge of Courage
- Rich, Young and Pretty
- Le roi du bla bla bla
- La rose rouge
- Royal Wedding
- Sans laisser d'adresse
- Scrooge
- Storm Warning
- Strangers on a Train
- A Streetcar Named Desire
- Superman and the Mole Men
- The Tales of Hoffmann
- Teresa
- That's My Boy
- The Thing from Another World
- Too Young to Kiss
- Topaze
- De toverspiegel
- Der Untertan
- When Worlds Collide

1870-1879 · 1880-1889 · 1890 · 1891 · 1892 · 1893 · 1894 · 1895 · 1896 · 1897 · 1898 · 1899 · 1900 · 1901 · 1902 · 1903 · 1904 · 1905 · 1906 · 1907 · 1908 · 1909 · 1910 · 1911 · 1912 · 1913 · 1914 · 1915 · 1916 · 1917 · 1918 · 1919 · 1920 · 1921 · 1922 · 1923 · 1924 · 1925 · 1926 · 1927 · 1928 · 1929 · 1930 · 1931 · 1932 · 1933 · 1934 · 1935 · 1936 · 1937 · 1938 · 1939 · 1940 · 1941 · 1942 · 1943 · 1944 · 1945 · 1946 · 1947 · 1948 · 1949 · 1950 · 1951 · 1952 · 1953 · 1954 · 1955 · 1956 · 1957 · 1958 · 1959 · 1960 · 1961 · 1962 · 1963 · 1964 · 1965 · 1966 · 1967 · 1968 · 1969 · 1970 · 1971 · 1972 · 1973 · 1974 · 1975 · 1976 · 1977 · 1978 · 1979 · 1980 · 1981 · 1982 · 1983 · 1984 · 1985 · 1986 · 1987 · 1988 · 1989 · 1990 · 1991 · 1992 · 1993 · 1994 · 1995 · 1996 · 1997 · 1998 · 1999 · 2000 · 2001 · 2002 · 2003 · 2004 · 2005 · 2006 · 2007 · 2008 · 2009 · 2010 · 2011 · 2012 · 2013 · 2014 · 2015 · 2016 · 2017 · 2018 · 2019 · 2020 · 2021 · 2022 · 2023 · 2024 · 2025